# Митрюшкин, Владимир Михайлович
Владимир Михайлович Митрюшкин (22 июля 1962, Красноярск) — мастер спорта СССР международного класса (хоккей с мячом),
бронзовый призёр чемпионата мира 1987 года.

## Карьера
Воспитанник красноярского «Торпедо», где начал тренироваться с 1971 года. «Торпедо» было его первым клубом. Через два сезона он получил приглашение в другую красноярскую команду — «Енисей». Здесь он играл до 1991 года. В составе клуба он стал семикратным чемпионом страны и завоевал множество призов.
Привлекался в сборную СССР. В 1987 году стал бронзовым призёром чемпионата мира.
В 1991 году ушёл из спорта, занявшись бизнесом.
Сын — Антон — футбольный вратарь.

## Достижения

### хоккей с мячом
чемпион СССР -
1983,
1984,
1985,
1986,
1987,
1988,
1989,
1991 

 вице-чемпион СССР — 1990

 Обладатель Кубка СССР — 1984 

 Финалист (второй призёр) Кубка СССР — 1985, 1990, 1992 

 Третий призёр Кубка СССР — 1983

 Вице-чемпион Спартакиады народов РСФСР — 1981 

 Обладатель Кубка европейских чемпионов — 1983, 1986, 1987, 1988, 1989 

 Финалист (второй призёр) Кубка европейских чемпионов — 1981, 1982, 1984, 1985, 1991 

 Обладатель Кубка мира — 1982, 1984 

 Финалист Кубка мира — 1983, 1985 

 бронзовый призёр чемпионата мира — 1987 

 Победитель турнира на призы газеты «Советская Россия» — 1986 

В списке 22 лучших игроков сезона — 1986